# Thanatus mongolicus
Thanatus mongolicus är en spindelart som först beskrevs av Schenkel 1936.  Thanatus mongolicus ingår i släktet Thanatus och familjen snabblöparspindlar. Inga underarter finns listade i Catalogue of Life.